# Stora Stentjärnen, Dalarna
Stora Stentjärnen är en sjö i Smedjebackens kommun i Dalarna och ingår i Norrströms huvudavrinningsområde.